# PfSense
pfSense è una distribuzione software open source basata su FreeBSD adatta per essere utilizzata come firewall/router. Ha lo scopo di fornire un firewall potente, sicuro e completamente configurabile utilizzando l'hardware di un comune PC. Nel cuore del sistema c'è FreeBSD e il firewall PF (Packet Filter) in prestito da OpenBSD da cui deriva appunto il suo nome, che ha il significato di "dare maggior senso per l'utente finale a PF".

## Funzionalità
Possiede le funzionalità basilari di un firewall di qualità:
- Stateful Firewall con controllo granulare e possibilità di funzionare in maniera trasparente al layer 2 (in bridging)
- Network address translation
- HA (High Availability): grazie a CARP permette di configurare due firewall su due macchine identiche per replicarsi e autosostituirsi nel caso di guasto di una delle due (il software pfsync si occupa di replicare lo stato firewall, la tabella delle connessioni e le regole del firewall, permettendo di passare al secondo firewall senza che le connessioni attive di rete cadano)
- Load Balancing: bilanciamento del carico di lavoro tra due o più server che si trovano dietro a pfSense (utilizzato normalmente per web server, mail server, ecc.)
- VPN server, su protocolli IPsec, OpenVPN e L2TP.
- PPPoE server
- Grafici RRD ed informazioni sullo stato in tempo reale.
- Captive portal
- Gestione uPnP e DNS dinamici

Grazie all'aggiunta di ulteriori moduli è possibile estendere le funzionalità di base ed integrarne di evolute come web proxying (con Squid), url filtering (Squidguard, DansGuardian), IDS (Snort) , antivirus (HAVP) ed altre ancora, fino alla gestione di messaggistica VoIP con FreeSWITCH.

## Funzionamento
Il sistema prevede un'installazione tramite CD di boot (utilizzabile anche come CD Live) con una configurazione di base (attribuzione delle interfacce di rete eccetera) e una configurazione successiva tramite interfaccia web.

## Hardware supportato
pfSense è disponibile anche in versione embedded.
pfSense gira sulle piattaforme i386 e AMD64 dei comuni pc e su diversi dispositivi embedded basati su processori x86 (come Geode) di diversi produttori.
Molte aziende producono sistemi hardware appositamente progettati per funzionare con la versione embedded di pfSense.